# Liga Sprawiedliwych: Kryzys na dwóch Ziemiach
Liga Sprawiedliwych: Kryzys na dwóch Ziemiach (ang. Justice League: Crisis on Two Earths) – amerykański film animowany z 2010 roku w reżyserii Lauren Montgomery. Premiera filmu w Polsce nastąpiła 16 kwietnia 2011 roku na kanale HBO.

## Opis fabuły
Superman i Wonder Woman zostają wezwani przez policję, która realizuje w ten sposób żądanie Lexa Luthora. Na miejscu okazuje się, że nie mają do czynienia z arcywrogiem Człowieka ze Stali, ale jego odpowiednikiem z równoległej Ziemi.
Luthor przedstawia członkom Ligi swoje losy: jest ostatnim członkiem organizacji, która na jego Ziemi walczy z grupą superzłoczyńców, określających się mianem Syndykatu Zbrodni (każdy z nich jest złowrogim odpowiednikiem jednego z członków Ligi Sprawiedliwych). Superman, Wonder Woman, Flash, Zielona Latarnia i J'onn J'onzz decydują się pomóc: jedynie Batman wyraża sprzeciw, twierdząc, że siły Ligi są zbyt szczupłe, by mogli skutecznie interweniować. Jako jedyny pozostaje na miejscu, nadzorując budowę nowej kwatery głównej. Reszta superbohaterów przenosi się do równoległego świata, gdzie od razu wpadają w wir walki z Syndykatem.

## Bohaterowie

### Liga Sprawiedliwych
- Superman (Clark Kent)
- Batman (Bruce Wayne)
- Wonder Woman (Diana Prince)
- Flash (Wally West)
- Zielona Latarnia (Hal Jordan)
- J'onn J'onzz – Marsjanin Łowca

### Równoległa Ziemia
- Ultraman – odpowiednik Supermana, zwierzchnik Syndykatu Zbrodni. Jego słabością jest niebieski kryptonit.
- Owlman – odpowiednik Batmana, członek Syndykatu Zbrodni. Konstruktor broni, będącej w stanie niszczyć całe światy. Kochanek Superwoman.
- Superwoman – sobowtór Wonder Woman, członek Syndykatu Zbrodni. Kochanka Owlmana.
- Johnny Quick – odpowiednik Flasha, członek Syndykatu Zbrodni.
- Power Ring – odpowiednik Zielonej Latarni, członek Syndykatu Zbrodni.
- J'edd J'arkus – odpowiednik Marsjanina, członek Syndykatu Zbrodni. Zabity na początku filmu dzięki poświęceniu Jestera.
- Angelique – odpowiednik Hawkgirl, członek Syndykatu Zbrodni. Zabita na początku filmu dzięki poświęceniu Jestera.
- Jester – odpowiednik Jokera, członek organizacji Luthora. Na początku ginie samobójczą śmiercią, zabierając ze sobą J'edda J'arkusa i Angelique, umożliwiając jednocześnie Luthorowi ucieczkę.
- Slade Wilson – prezydent Stanów Zjednoczonych, prowadzący wobec Syndykatu ugodową politykę, choć USA są jedynym państwem, zdolnym przeciwstawić się organizacji Ultramana. Jest odpowiednikiem superzłoczyńcy Slade'a.
- Rose Wilson – córka prezydenta Wilsona, sprzeciwiająca się polityce ojca. Jest odpowiednikiem Ravager, złowrogiej, nieślubnej córki Slade'a.

## Obsada
- William Baldwin – Bruce Wayne / Batman
- Mark Harmon – Kal-El / Clark Kent / Superman
- Chris Noth – Lex Luthor
- Jonathan Adams – J'onn J'onzz / Martian Manhunter
- Brian Bloom – Ultraman
- Bruce Davison – Prezydent Slade Wilson
- Josh Keaton –Barry Allen / Flash
- Vanessa Marshall – Księżniczka Diana / Wonder Woman
- Nolan North – Hal Jordan / Zielona Latarnia
- Freddi Rogers – Rose Wilson

i inni

## Związki z serialamiLiga SprawiedliwychiLiga Sprawiedliwych Bez Granic
Film miał początkowo nosić tytuł Justice League: Worlds Collide i spinać wydarzenia, mające miejsce w serialach Liga Sprawiedliwych oraz Liga Sprawiedliwych Bez Granic. Mimo że ostatecznie porzucono tę koncepcję, w Kryzysie na dwóch Ziemiach można odnaleźć wiele elementów, wypełniających lukę w fabułach seriali:
- Liga Sprawiedliwych składa się z sześciu członków stałych – Hawkgirl (Sokolica) odeszła w trzeciej części odcinka Niepisane w gwiazdach
- pierwsza twierdza Ligi Sprawiedliwych została zniszczona w trakcie wydarzeń opisanych w odcinku Niepisane w gwiazdach. Na początku Kryzysu... budowana jest druga – na orbicie okołoziemskiej
- w filmie pokazany jest proces instalowania teleporterów, nieobecnych w Lidze Sprawiedliwych i sprawnie funkcjonujących od pierwszego odcinka Ligi Sprawiedliwych bez Granic
- Wonder Woman, mówiąc o Batmanie, określa go mianem Bruce. Tożsamość wszystkich członków Ligi została im ujawniona przez Batmana w drugiej części odcinka Niepisane w gwiazdach
- Wonder Woman zabrała z równoległej Ziemi odrzutowiec Owlmana, który po przejściu w tryb niewidzialności jest niezwykle podobny do niewidzialnego odrzutowca, którym księżniczka Diana posługuje się w Lidze Sprawiedliwych bez Granic